# 346 (số)
346 (ba trăm bốn mươi sáu) là một số tự nhiên ngay sau 345 và ngay trước 347.